# 張繼能
張繼能（957年—1021年），字守拙，并州太原縣人，北宋宦官。
張繼能知兵，很勇敢，喜歡讀書。開始為黃門、高品，曾經多次擊敗契丹。夏州李繼遷叛亂，他為李繼隆監軍，與趙保忠討伐李繼遷，獲勝。宋真宗即位，任崇儀使、兼巡檢安撫使。咸平三年（1000年），為川峽兩路招安巡檢使，鎮壓王均之亂。西夏攻打清遠軍，因和楊瓊、馮守規在慶州逗留，沒有及時赴援，城堡陷落，又焚棄青岡砦。下御史府，免死流放儋州。遇到大赦天下回京，為內侍省內常侍、捕賊巡檢。大中祥符元年（1008年）十月，宋真宗前往泰山封禪，他為汴京舊城內巡鈐轄，加東染院使。大中祥符二年（1009年），擢為入內內侍省副都知、兼群牧都監，主事宗室侍講說書，提點郡縣主諸院事。謁太清宮，為天書扶持都監。大中祥符七年（1014年），為鄜延都鈐轄。大中祥符九年（1016年），之前他負責護修的莊穆皇后皇陵塌陷，降為西染院使，掌往來國信。天禧元年（1017年），降為西京作坊使，出為邠寧鈐轄，他上書表示不願外任，得掌瑞聖園，領往來國信所。天禧三年（1019年），以衰老求解職，轉內園使，掌瓊林苑。天禧五年（1021年）去世，年六十五歲，贈汀州團練使。

## 传記資料
- 《宋史》 宦者列传